# Гликопротеин
Гликопротеините са съединения, които съдържат въглехидрат (или гликан), ковалентно свързан с протеин. Въглехидратът може да бъде монозахарид, дизахарид, олигозахарид, полизахарид или техни производни. Могат да присъстват една, няколко или много въглехидратни единици. Протеогликаните са подклас гликопротеини, в които въглехидратните единици са полизахариди, които съдържат аминозахари. Такива полизахариди са известни също като гликозаминогликани.